# WWE의 폐지된 텔레비전 프로그램 목록
다음은 월드 레슬링 엔터테인먼트 (WWE)의 과거 프로그램의 목록이다. 여기에는 월드 와일드 레슬링 패더레이션 시절과 월드 레슬링 패더레이션 시절 프로그램을 포함한다.

## 1970년대
- 올-스타 레슬링 (1974-1986) : 미들 카터와 메인이벤터급 스타들이 자버 스타들과 대결하던 프로그램이다. 1974년부터 1986년 8월 31일까지

방영되었다. 이 프로그램이 폐지된 이후 레슬링 챌린지 신설되었다. 
- 챔피언십 레슬링 (1978-1986) : 월드 레슬링 패더레이션의 오리지널 TV 프로그램으로 모든 WWF 선수들의 인터뷰, 챔피언 타이틀전을 주로 다룬다.

## 1980년대
- 올 어메리칸 레슬링 (1983-1994) : 튜즈데이 나잇 타이탄스와 세러데이 나잇 메인이벤트가 방영되기 직전에 방영된 프로그램이다.

UFSA 네트워크를 통해서 1994년 10월 16일까지 방영되었다. 
- 튜즈데이 나잇 타이탄스 (1984-1986) : USA 네트워트를 통해서 1986년까지 방영된 버라이어티 형식의 프로그램이다.
- 레슬링 스팟라이트 (1984-1995) : 1986년부터 1995년까지 방영되었다.
- 프라임 타임 레슬링 (1985-1993) : USA 네트워크를 통해 1993년까지 방영되었다. WWF 시절 2시간짜리 주간 프로그램이었다. 이 프로그램이

폐지된 이후 현재 최고의 레슬링 프로그램이 된 러가 탄생되었다.
- 세러데이 나잇 메인이벤트 (1985-1992 / 2006-2008) : 1985년부터 1992년까지 NBC 채널을 통해 세러데이 나잇 라이브라는 이름으로 방영되었다.

이후 폐지된 상태로 있다가 2006년부터 2008년까지 3년간 NBC 유니버셜에서 다시 방영되었다.
- 슈퍼스타즈 오브 레슬링 (1986-1997) : 1986년 9월 6일부터 1997년까지 방영된 프로그램이다. 그러다가 2009년 WGN 아메리카를 통해 슈퍼스타즈라는

이름으로 부활했다.
- 레슬링 챌린지 (1986-1995) : 해외수출용 프로그램이다. 1995년에는 WWF 챌린지라는 이름으로 방영되었다. 주로 경기들 , 경기전 인터뷰 , 주간 하이라이트를 다루었다.
- 더 메인이벤트 (1988-1991) : WWF 세러데이 나잇 메인이벤트의 스핀오프격 프로그램이다. NBC에서 매주 금요일날 방영되었다.

## 1990년대
- 매니아 (1993-1996) : 일요일 아침에 USA 네트워크를 통해 1993년 1월 9일부터 1996년 9월 14일까지 방영되었다. 주간 하이라이트와 경기로 구성된 프로그램이다.
- 액션 존 (1994-1996) : WWF 스타들의 경기를 다룬 프로그램이다. 브렛 하트가 오웬 하트를 꺾고 WWE 타이틀 획득한 장면 , 숀 마이클스와 디젤이 레이져 라몬과

1-2-3 키드를 꺾고 WWE 태그팀 챔피언에 등극한 장면이 유명하다. 1994년 10월 23일부터 1996년 9월 15일이 거의 말기였다. 1996년 후반 액션 존은
WWF 슈퍼스타즈로 대체되었다.
- 선데이 나잇 슬램 (1994-1995) : USA 네트워크를 통해 1994년 8월 21일 , 1995년 3월 16일에 방영된 프로그램이다. 섬머슬램 스펙터클러 , 마치 투 레슬매니아 ,

서바이벌 시리즈 쇼다운 , 카운트다운 투 더 크라우닝이라는 부재를 달고 방영되었다. 1995년에는 30분간 페이 퍼 뷰 프리뷰 형식으로 방영되었다.
마지막 회는 1995년 12월 17일 WWF 인 유어 하우스 5 : 시즌스 비팅스의 미리보기로 방영되었다. 1996년부터 WWF 프리 포 올이라는 프로그램으로 TV 가이드 채널에서
방영되었다. 1998년에는 선데이 나잇 히트가 이 프로그램을 대체하였다.
- 라이브와이어 (1996-2001) : 일요일 아침 1996년부터 2000년까지는 USA 네트워크, 2000년부터 2001년까지는 TNN (스파이크 TV)를 통해 방영되었다.
- 프라데이 나잇 메인 이벤트 (1997) : USA 네트워크를 통해 1997년 8월 29일 , 9월 5일에 방영되었다.
- 샷건 세러데이 나잇 (1997-1999) : 1997년부터 1999년까지 방영된 로우카더들의 경기 프로그램이다. 1999년에 WWF 잭드라는 프로그램으로 대체되었다.
- 히트 (1998-2008) : USA 네트워크 , 스파이크 TV , MTV를 통해 방영되었다. 주로 러와 스맥다운의 자버들 경기 및 하이라이트를 다룬 프로그램이었다. 2008년 3월 30일에는 과거

경기를 주로 다루는 WWE 빈티지 컬렉션이 후속프로그램으로 방영되고 있다.
- 슈퍼 아스트로즈 (1998-1999) : 라틴 아케리칸 프로그램이다. 맥시칸 레슬러들이주로 출연하였다.
- 잭드 & 메탈 (1999-2002) : 잭드 & 메탈은 1999년부터 2002년까지 방영되었다. 샷건 세러데이 나잇을 대체한 프로그램이다. 이 프로그램들은 각각 WWE 바텀라인과

WWE 애프터번으로 대체되었다. 단, 경기부분은 WWE 벨로서티 (2002-2006)로 옮겨졌다.

## 2000년대
- 엑세스 (2001-2002) : 레슬링 토크쇼이다. 2001년 8월 25일부터 2002년 5월 18일까지 조나단 코치맨과 트리쉬 스튜래터스의 진행으로 방영되었다. 2001년 말에는

트리쉬 스튜래터스 대신 테리 러널즈가 진행을 맡았다. 2002년에는 WWE 벨로서티 , WWE 컨피덴셜로 대체되었다.
- 컨피덴셜 (2002-2004) : 스파이크 TV를 통해 토요일 밤에 방영된 프로그램으로 슈퍼스타들의 일상생활을 다룬 프로그램이다. 진행은 진 오클랜드가 맡았다.
- 벨로서티 (2002-2006) : 잭드 & 메탈을 대체하여 2002년부터 2006년까지 스파이크 TV에서 방영하였다. 히트가 러의 하이라이트와 자버 경기를 주로 다루었다면 벨로서티는

스맥다운의 하이라이트와 자버들의 경기를 다루었다.
- ECW (2006-2010) : 1992년부터 2001년까지 WCW, WWE와 경쟁하던 ECW를 기반으로 하여 2006년에 WWE의 세 번째 브랜드가 되었다. 하지만 과거 ECW의 향수가 사라졌고 오리지널 ECW

선수들은 거의 방출당하고 신인들 위주의 프로그램으로 전락하면서 시청률이 떨어지자 2010년 2월 16일 다시 역사속으로 사라지고 만다. 
- MSG 클래식 (2006-2009) : MSG 네트워크를 통해 메디슨 스퀘어 카든에서 열린 하우스 쇼 , 러 , 페이 퍼 뷰 경기들을 방영하였다.
- WWE 새러데이 모닝 슬램 (2012-2013) : CW 네트워크에서 러, 스맥다운 두 브랜드 경기를 합쳐 방영하였다.

## 현재의 WWE 프로그램
- 이 외의 현재 WWE 프로그램